# Dubicze Cerkiewne (gromada)
Dubicze Cerkiewne – dawna gromada, czyli najmniejsza jednostka podziału terytorialnego Polskiej Rzeczypospolitej Ludowej w latach 1954–1972.
Gromady, z gromadzkimi radami narodowymi (GRN) jako organami władzy najniższego stopnia na wsi, funkcjonowały od reformy reorganizującej administrację wiejską przeprowadzonej jesienią 1954 do momentu ich zniesienia z dniem 1 stycznia 1973, tym samym wypierając organizację gminną w latach 1954–1972.
Gromadę Dubicze Cerkiewne z siedzibą GRN w Dubiczach Cerkiewnych utworzono – jako jedną z 8759 gromad – w powiecie hajnowskim w woj. białostockim, na mocy uchwały nr 16/V WRN w Białymstoku z dnia 4 października 1954. W skład jednostki weszły obszary dotychczasowych gromad Czechy Orlańskie, Dubicze Cerkiewne, Dubicze Tofiłowce, Grabowiec i Rutka ze zniesionej gminy Dubicze Cerkiewne w tymże powiecie. Dla gromady ustalono 18 członków gromadzkiej rady narodowej.
31 grudnia 1959 do gromady Dubicze Cerkiewne przyłączono wsie Jelonka i Toporki oraz obszar lasów państwowych N-ctwa Bielsk obejmujący oddziały 153—176 ze zniesionej gromady Saki.
1 stycznia 1972 do gromady Dubicze Cerkiewne przyłączono wsie Koryciski i Stary Kornin ze zniesionej gromady Stary Kornin; równocześnie z gromady Dubicze Cerkiewne wyłączono wieś Toporki włączając ją do gromady Kleszczele.
Gromada przetrwała do końca 1972 roku, czyli do kolejnej reformy gminnej. Z dniem 1 stycznia 1973 roku reaktywowano gminę Dubicze Cerkiewne.